# Xã Green Valley, Quận Miner, South Dakota
Xã Green Valley (tiếng Anh: Green Valley Township) là một xã thuộc quận Miner, tiểu bang Nam Dakota, Hoa Kỳ. Năm 2010, dân số của xã này là 51 người.